# Слобозія-Шірауць
Слобозія-Шірауць (рум. Slobozia-Şirăuţi) — село в Молдові в Бричанському районі. Утворює окрему комуну.
Більшість населення — українці. Згідно з даними перепису населення 2004 року — 937 осіб (85 %).

## Уродженці
- Мінеллі (нар. 22 серпня 1988) — румунська співачка, авторка пісень.